# Iga Chojnacka
Pour les articles homonymes, voir Chojnacka.
Iga Chojnacka est une joueuse de volley-ball polonaise née le 21 avril 1994 à Varsovie. Elle mesure 1,84 m et joue au poste de centrale. Elle totalise 24 sélections en équipe de Pologne.

## Clubs
| Club                     | De        | À         |
| ------------------------ | --------- | --------- |
| LTS Legionovia Legionowo | 2005-2006 | 2008-2009 |
| SMS PZPS Sosnowiec       | 2009-2010 | 2010-2011 |
| LTS Legionovia Legionowo | 2011-2012 | 2012-2013 |
| Pallavolo Scandicci      | 2013-2014 | 2013-2014 |
| LTS Legionovia Legionowo | 2014-2015 | 2016-2017 |
| Impel Wrocław            | 2017-2018 | 2017-2018 |
| KPS Chemik Police        | 2018-2019 | …         |

## Palmarès
- Championnat de Pologne
  - Vainqueur : 2020.
- Coupe de Pologne
  - Vainqueur : 2019, 2020.
- Supercoupe de Pologne
  - Vainqueur : 2019.
  - Finaliste : 2018.